# 马林贝格附近哈恩
马林贝尔格附近哈恩是德国莱茵兰-普法尔茨州的一个市镇。总面积2.20平方公里，总人口435人，其中男性220人，女性215人（2011年12月31日），人口密度198人/平方公里。